# جون كينيون
جون كينيون (بالإنجليزية: John Kenyon)‏ هو كاهن كاثوليكي أيرلندي، ولد في 1 مايو 1812 في ليمريك في جمهورية أيرلندا، وتوفي في 1869.